# مسکیوت
مسکیوت (به عبری: משכיות) یک شهرک یهودی‌نشین است که در بخش شمالی دره اردن در کرانه باختری رود اردن واقع شده است.
این شهرک توسط تیپ پیاده‌نظام نهال، متعلق به نیروهای دفاعی اسرائیل و با هدف اسکان بخشی از شهرک‌نشینان تخلیه‌شده از نوار غزه ساخته شد.
سازمان ملل متحد، استان یهودا و شومرون و شهرک‌های یهودی‌نشین مستقر در آن را که به «کرانه باختری رود اردن» مشهور است را به رسمیت نمی‌شناسد. دولت اسرائیل با چنین تفسیری مخالف است.